# Плачков Іван Васильович
Іва́н Васи́льович Пла́чков (23 листопада 1957, Криничне, Болградський район, Одеська область) — український політик. Кандидат технічних наук (2005). Голова наглядової ради «Київенерго» (з січня 2012). Власник виноробної торгової марки «Колоніст».

## Біографія
Болгарин; батько Василь Семенович (1930–1987); мати Ганна Іванівна (1930) — пенсіонер; дружина Світлана Григорівна (1957–2010) — була керівником секретаріату Комітету з питань європейської інтеграції Апарату ВР України; син Григорій (1981), раніше машиніст блоку 250/300 МВт Київ. ТЕЦ-5, нині — Головний державний інспектор з ядерної та радіаційної безпеки України.
Освіта: Одеський політехнічний інститут (1975–1980), інженер-теплоенергетик, «Атомні електростанції та устаткування»; кандидатська дисертація «Теплоенергетичні засади модернізації системи теплопостачання мегаполісу (на прикладі міста Києва)» (Інститут технічної теплофізики НАН України, 2005).
- Вересень — жовтень 1974 — різнороб ПМК-99 тресту «Дунайводбуд».
- Листопад 1974 — серпень 1975 — лаборант фізичного кабінету Криничанської СШ.
- Серпень 1975 — вересень 1980 — студент Одеського політехнічного інституту.
- Жовтень 1980 — січень 1993 — машиніст-обхідник, машиніст ЦТЩУ управління котлами, старший машиніст, заступник начальника цеху, в.о. начальника цеху, начальник котлотурбінного цеху, січень — вересень 1993 — заступник директора з капітального будівництва, вересень 1993 — червень 1994 — головний інженер Київської ТЕЦ-5 ВЕО «Київенерго».
- Червень 1994 — серпень 1995 — головний інженер ВЕО «Київенерго».
- Серпень 1995 — квітень 1998 — голова правління — директор Державної акціонерної енергопостачальної компанії «Київенерго».
- Квітень 1998 — лютий 1999 — голова правління — генеральний директор АЕК «Київенерго».
- 24 лютого — 30 грудня 1999 — Міністр енергетики України[1][2].
- Січень 2000 — лютий 2005 — голова правління — генеральний директор АЕК «Київенерго».
- 4 лютого 2005 — 4 серпня 2006 — Міністр палива та енергетики України[3].
- 3 серпня 2006 — 1 листопада 2007 — голова Одеської облдержадміністрації[4][5].
- Листопад 2007 — серпень 2008 — радник Президента України[6][7].
- Серпень 2008 — березень 2010 — заступник керівника Державного управління справами[8][9].
- Обіймав посаду почесного президента Асоціації Газовидобувних Компаній України з 2015 до 2017 року.[11]

Депутат Київської міськради у 1998–2000 та 2002–2006 роках.
Був членом Ради НСНУ (з 07.2005).
До 11.09.2006 — член Ради національної безпеки і оборони України.
Член Ради національної безпеки і оборони України (25.05.-6.11.2007).
2002 — кандидат в народні депутати України, виборчій округ № 141 Одеська область, самовисування. За 21.63 %, 3-й з 10 претендентів. На час виборів: голова правління-генеральний директор «Київенерго», безпартійний.
Заслужений енергетик України (12.1996). Лауреат Державної премії України в галузі науки і техніки (1999). Орден «За заслуги» III ст. (05.2004). Почесна грамота Кабінету Міністрів України (12.2000). Державний службовець 1-го рангу (11.2006).
Ініціатор встановлення пам'ятника Івану Франку в Одесі (2005).

### Політична діяльність
У 2021 виступив з аналізом енергетичної галузі України, закликами переглянути регуляторну політику ринку електроенергії, вказавши, що на порозі енергетичної безпеки стоїть «Троянський кінь», начинений дешевою електроенергією з Росії та Білорусі. Зокрема, наголошувалось, що енергетична галузь перебуває стані неграмотної регуляції, бездіяльності, випустив коротке бачення виходу з кризи.